# City Hunter: La ciudad portuaria en guerra
City Hunter: Bay City Wars (シティーハンター ベイシティウォーズ Shitī Hantā bei shiti voosu?), en español City Hunter: La ciudad portuaria en guerra, es una película de 45 minutos basada en el anime y manga City Hunter de Tsukasa Hojo.
Se estrenó en los cines de Japón el 25 de agosto de 1990, junto a City Hunter: Million Dollar Conspiracy. Fue transmitida por el canal de pago Locomotion en sus señales de América Latina e Iberia, en idioma original con subtítulos. En España, Jonu Media licenció las películas para su distribución en DVD con doblaje realizado en dicho país, y posteriormente estos fueron emitidos por el canal Buzz.

## Argumento
Kaori y Miki fueron invitadas a una fiesta inaugural en la ciudad portuaria de Tokio. Mientras, Umibōzu y Ryo, que iban a acompañarlas no asistieron. Umibōzu tuvo repentinamente un encargo de Saeko mientras que Ryo se había olvidado de a dónde debía ir.
Durante la fiesta, la isla donde se encontraba la ciudad fue tomada por un grupo militar perteneciente al General Williams, dictador de un país sudamericano, la República de Costero. Este, secuestró la ciudad, para poder utilizar el supercomputador que estaba debajo del hotel, en donde se realizaba la fiesta, para hackear el ordenador del Pentágono y así, lanzar todos los misiles de Estados Unidos a ellos mismos. De esta manera, el General Williams, tomaría venganza, contra los Estados Unidos, por haberle desalojado de su país.
Mientras, Ryo y Umibōzu llegan persiguiendo a Luna, la hija del General Williams, a la isla, ya totalmente militarizada. En ella, comienzan a luchar, para encontrar a Luna. En su búsqueda, cada uno por separado, se dan cuenta de que Miki y Kaori están secuestradas y deben salvarlas.

## Personajes

### Serie
- Ryo Saeba (冴羽獠 Saeba Ryo?)
- Kaori Makimura (槇村香 Makimura Kaori?)
- Umibōzu (海坊主?)
- Saeko Nogami (野上冴子 Nogami Saeko?)
- Reika Nogami (野上 麗香 Nogami Reika?)
- Miki

### Únicos de la película
- Luna